# Бюсьер (Верхняя Сона)
Бюсье́р (фр. Bussières) — коммуна во Франции, находится в регионе Франш-Конте. Департамент — Верхняя Сона. Входит в состав кантона Рьоз. Округ коммуны — Везуль.
Код INSEE коммуны — 70107.

## География
Коммуна расположена приблизительно в 320 км к юго-востоку от Парижа, в 12 км севернее Безансона, в 35 км к юго-западу от Везуля.
По территории коммуны протекает река Оньон, и её приток — ручей Маньи.

## Население
Население коммуны на 2010 год составляло 300 человек.
| 1962 | 1968 | 1975 | 1982 | 1990 | 1999 | 2010 |
| ---- | ---- | ---- | ---- | ---- | ---- | ---- |
| 228  | 195  | 201  | 272  | 305  | 283  | 300  |

## Администрация
| Период | Период | Фамилия         | Партия | Примечания |
| ------ | ------ | --------------- | ------ | ---------- |
| 2001   | 2003   | Мишель Серво    |        |            |
| 2003   | 2014   | Жанин Бернарден |        |            |

## Экономика

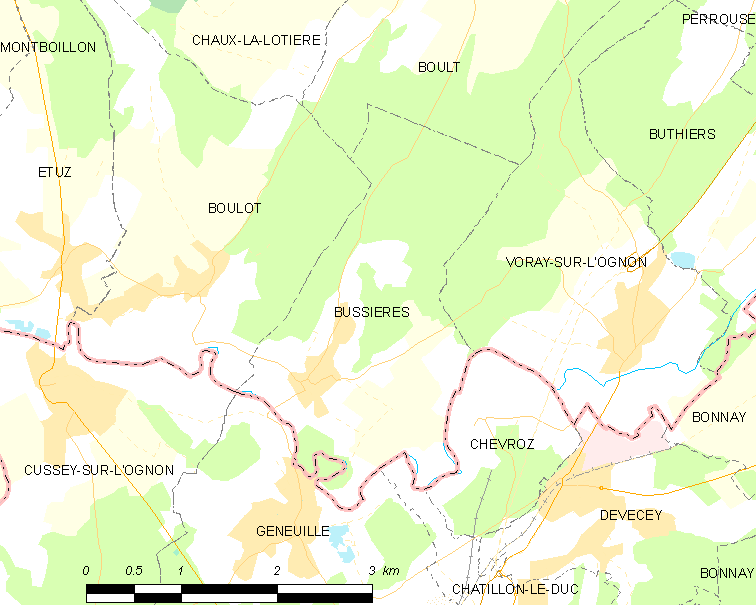
Карта коммуны

В 2010 году среди 178 человек трудоспособного возраста (15—64 лет) 150 были экономически активными, 28 — неактивными (показатель активности — 84,3 %, в 1999 году было 69,8 %). Из 150 активных жителей работали 138 человек (73 мужчины и 65 женщин), безработных было 12 (8 мужчин и 4 женщины). Среди 28 неактивных 7 человек были учениками или студентами, 13 — пенсионерами, 8 были неактивными по другим причинам.